# 幸子女王
幸子女王（ゆきこじょおう、延宝8年9月23日（1680年11月14日） - 享保5年2月10日（1720年3月18日））は、江戸時代の日本の皇族。東山天皇の皇后（中宮）。女院号は承秋門院（しょうしゅうもんいん）。幼称は英宮。

## 系譜
有栖川宮幸仁親王の第一王女。有栖川宮正仁親王は異母弟。

## 経歴
元禄10年（1697年）2月25日、東山天皇に入内し、女御宣下を受ける。元禄13年（1700年）、第一皇女・秋子内親王（のちの伏見宮貞建親王妃）を出産。宝永4年（1707年）5月3日に准三后宣下を経て、翌宝永5年（1708年）2月27日、中宮に冊立される。この結婚は江戸幕府第4代将軍・徳川家綱の斡旋で行われたもので、幕府は中務大輔本多忠国らを派遣して賀辞を奏している。また、天皇の実母で、江戸幕府と接近していた松木宗子（敬法門院）もこの婚姻を積極的に進めている。
宝永6年（1709年）6月、東山天皇が譲位し、自身の養子となっていた中御門天皇が践祚。同年12月に東山上皇が崩御すると、翌宝永7年（1710年）3月21日に女院号宣下を受け、間もなく出家する。
享保5年2月10日（1720年3月18日）に没。享年41。陵所は京都府京都市東山区の月輪陵。